# Соджорнер (марсохід)
«Соджорнер» (англ. Sojourner — Постоялець) — марсохід космічного агентства НАСА, запущений у рамках програми Mars Pathfinder.

## Назва
Назву марсоходу «Соджорнер», яка дослівно означає «тимчасовий мешканець» або «проїжджий», дав переможець голосування — 12-річний хлопчик зі штату Коннектикут, США. Марсохід названо на честь американської аболіціоністки та феміністки Соджорне Трус.

## Будова

### Вироблення енергії
Електроживлення «Соджорнера» здійснювалося за допомогою однієї легкої панелі сонячної батареї, що складалася з 234 окремих фотоелектричних елементів на основі арсеніду галію/германію (GaAs/Ge). Її потужність становила 15 Вт (приблизно 150 Вт·год/сол). Маса — 0,340 кг. Площа батареї 0,22 м2. Робочий діапазон температур від −140 до +110 °C. Розмір однієї комірки дорівнює 2 × 4 см. Сонячну батарею добре видно у вигляді темної плоскої панелі, змонтованої на верхній частині марсохода. Комірки сонячних батарей дуже легкі, тонкі та крихкі. Створена компанією Applied Solar Energy Corporation (ASEC).

### Батареї
Як акумулятор використовувалося з'єднання з трьох батарей, сумарна вага яких становила 1,24 кг. Батарея мала діаметр 40 мм і довжину 186 мм. Вона містилась усередині марсохода, під панеллю сонячних батарей. Кожна з батарей мала по три комірки на основі літій-тіонілхлориду (Li-SOCl2). Робоча напруга — 8—11 В. Ємність однієї комірки коливалася від 8 А·год за температури −20 °C до 12 А·год за +25 °C. Маса однієї комірки — 118 г. Фірма-виробник — SAFT America.
Маса марсохода (див. схему) становила разом з усім обладнанням близько 11,5 кг, що відповідає ≈4,5 кг на поверхні Марса. Розміри марсохода — 0,65 × 0,48 × 0,3 м.
«Соджорнер» мав 11 електродвигунів постійного струму RE016DC потужністю 3,2 Вт, створених компанією Maxon Group. Шість двигунів обертають колеса, по одному на кожне колесо, 4 задають напрямок руху, а останній піднімає й опускає спектрометр. Двигуни можуть витримувати температуру до −100 °C.
Марсохід обладнано шістьма колесами діаметром 13 см, кожне з яких здатне обертатися самостійно. Апарат здатний нахилятися на 45° без перевертання і долати перешкоди заввишки до 20 см.
Потужності батареї вистачало для роботи апарата протягом кількох годин на добу навіть у похмуру погоду. Крім того, марсохід мав 3 радіоізотопних елементи з кількома грамами плутонію-238 для підтримання необхідної температури в електронному блоці.
Зв'язок з Землею марсохід підтримував через посадкову станцію. Антена марсохода розрахована передавати дані на відстань до 0,5 км.

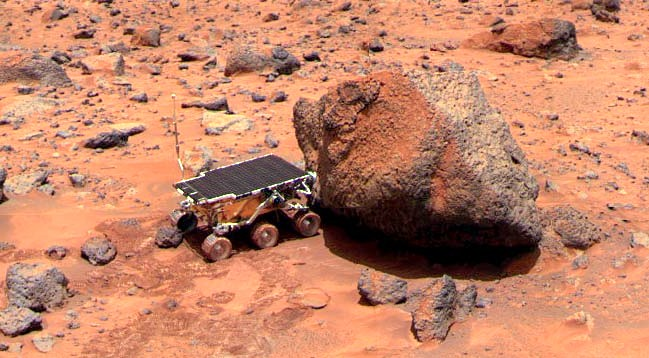
«Соджорнер» вивчає камінь «Йоги» спектрометром альфа-частинок.

Марсохід мав три камери — передню стереосистему і задню одинарну камеру. Альфа-протон-рентгенівський спектрометр (APXS) був практично ідентичний спектрометру, встановленому на космічному апараті «Марс-96». Прилад створено Інститутом досліджень Сонячної системи Товариства Макса Планка в Ліндау і Чиказьким університетом, США, він був укомплектований джерелом випромінювання на основі кюрію-244 виробництва АТ «ДНЦ НДІАР». Спектрометр міг визначати елементний склад порід Марса і пилу, за винятком такого елемента, як водень. Керування «Соджорнером» здійснювалося за допомогою 8-розрядного процесора Intel 80C85, що працює на частоті 2 МГц (продуктивність 0,1 MIPS), обсяг оперативної пам'яті становив 512 КБ, також був твердотільний накопичувач на флешпам'яті об'ємом 176 КБ. Програмне забезпечення марсохода могло створювати 3D-карти місцевості, виходячи зі стереознімків, створених за допомогою однієї з передніх стереокамер. Автоматична система навігації робила знімки прилеглої місцевості, використовуючи одну з двох стереокамер. Після цього стереозображення перетворювалося на 3D-карти місцевості, які автоматично створювалися програмним забезпеченням ровера. Програмне забезпечення визначало ступінь прохідності, чи безпечна місцевість, висоту перешкод, щільність ґрунту і кут нахилу поверхні. З десятків можливих шляхів ровер вибирав найкоротший, найбезпечніший шлях до своєї мети. Потім, проїхавши від 0,5 до 2 м (залежно від кількості перешкод на шляху), ровер зупинявся, аналізуючи перешкоди, розташовані неподалік. Весь процес повторювався, поки він не досягне мети або ж поки йому не накажуть зупинитися з Землі. Система безпеки «Соджорнера» — Rover Control Software, могла захоплювати по 20 точок на кожному кроці.
|                                 | К'юріосіті      | Оппортьюніті/Спіріт | Соджорнер       |
| ------------------------------- | --------------- | ------------------- | --------------- |
| Запуск                          | 2011            | 2003                | 1996            |
| Маса, кг                        | 899             | 174                 | 10,6            |
| Розміри, в метрах, Д×Ш×В        | 3,1 × 2,7 × 2,1 | 1,6 × 2,3 × 1,5     | 0,7 × 0,5 × 0,3 |
| Енергія, кВт/сол                | 2,5—2,7         | 0,3—0,9             | < 0,1           |
| Наукові інструменти             | 10              | 5                   | 4               |
| Максимальна швидкість, см/с     | 4               | 5                   | 1               |
| Передача даних, МБ/добу         | 19—31           | 6—25                | < 3,5           |
| Продуктивність, MIPS            | 400             | 20                  | 0,1             |
| Пам'ять, МБ                     | 256             | 128                 | 0,5             |
| Розрахунковий район посадки, км | 20 × 7          | 80 × 12             | 200 × 100       |

## Хід місії

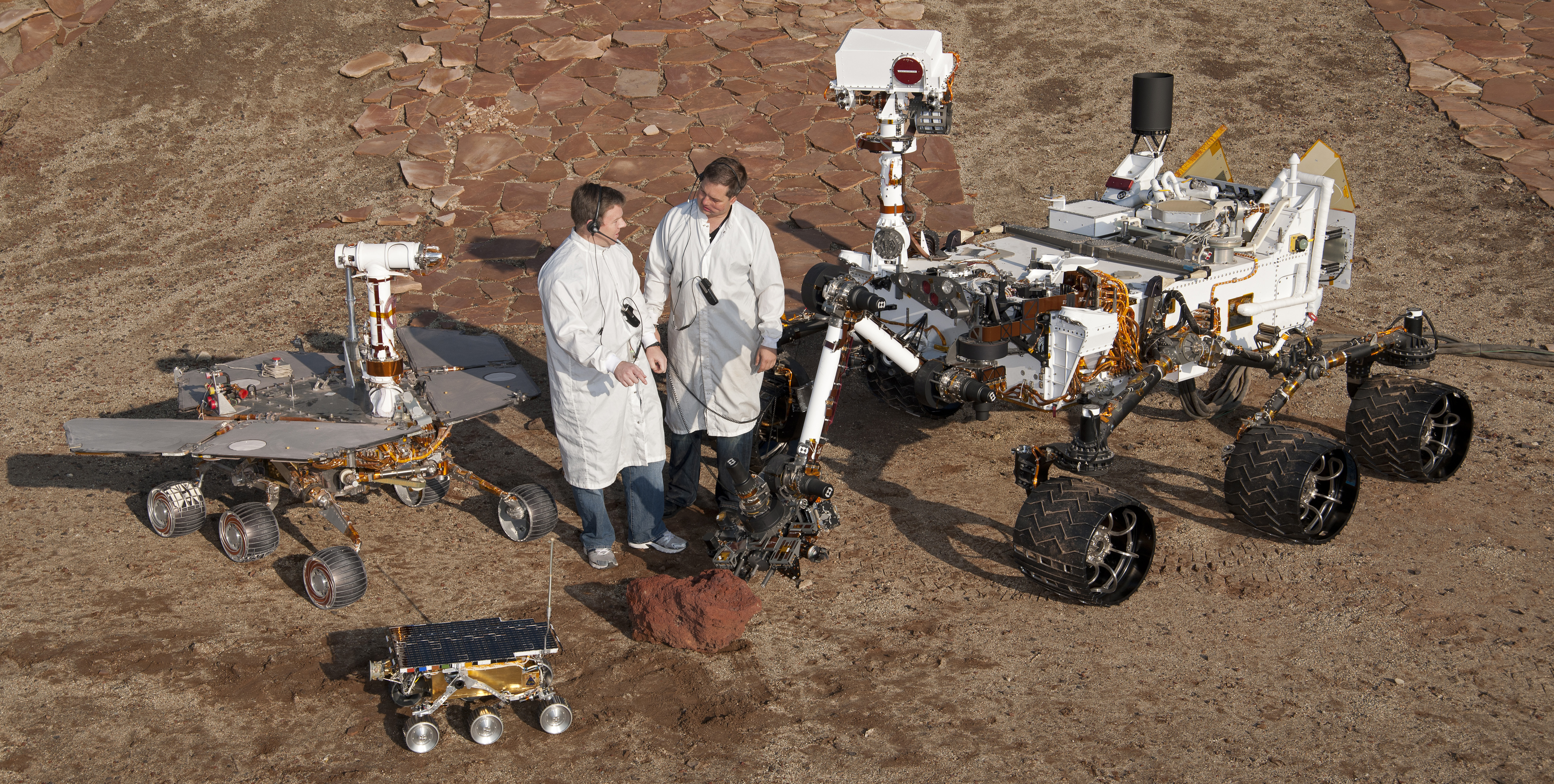
Моделі всіх успішних марсоходів у порівнянні: «Соджорнер» (найменший), «Оппортьюніті»/«Спіріт» (середній), «К'юріосіті» (найбільший).

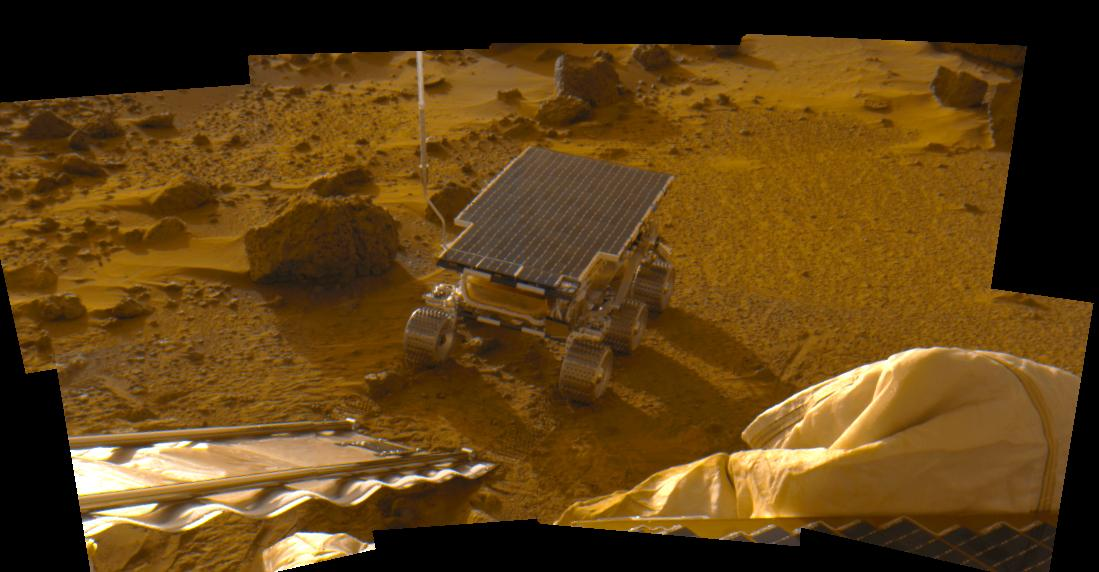
«Соджорнер» на 2 сол перебування на поверхні Марса (знімок камерою нерухомої марсіанської станції Mars Pathfinder).

На поверхню Марса опустився 4 липня 1997 року в складі спускного апарата. Марсохід був розрахований на 7-сольну (сол — марсіанська доба) місію, з можливістю розширення до 30 сол. Проте він працював протягом 83 сол, до того моменту, коли спускна станція Mars Pathfinder, що діяла як ретранслятор, вийшла з ладу (після чого ровер втратив можливість спілкуватися безпосередньо із Землею); останній контакт з нею відбувся о 10:23 UTC 27 вересня 1997 року, водночас зв'язок обірвався і з марсоходом, попри те, що він перебував у робочому стані. Місце останньої зупинки марсохода досі невідоме, майбутня камера Mars Geoscience Imaging at Centimeter-Scale (MAGIC), роздільність знімків якої буде 5 см на піксель, допоможе усунути цю прогалину.
Загалом «Соджорнер» до втрати зв'язку подолав дистанцію приблизно 100 метрів.